# Gary Visconti
Gary Charles Visconti (Detroit, Michigan, 10 de maio de 1945) é um ex-patinador artístico americano, que competiu no individual masculino. Ele conquistou duas medalhas de bronze em campeonatos mundiais e foi campeão por duas vezes do campeonato nacional americano. Visconti disputou os Jogos Olímpicos de Inverno de 1968 terminando na quinta posição.

## Principais resultados
| Resultados                                            | Resultados    | Resultados    | Resultados        | Resultados        | Resultados        | Resultados      | Resultados       | Resultados        | Resultados    | Resultados    | Resultados    | Resultados    | Resultados    | Resultados    |
| Internacional                                         | Internacional | Internacional | Internacional     | Internacional     | Internacional     | Internacional   | Internacional    | Internacional     | Internacional | Internacional | Internacional | Internacional | Internacional | Internacional |
| Evento/Temporada                                      | 1960– 1961    |               | 1963– 1964        | 1964– 1965        | 1965– 1966        | 1966– 1967      | 1967– 1968       | 1968– 1969        |               |               |               |               |               |               |
| ----------------------------------------------------- | ------------- | ------------- | ----------------- | ----------------- | ----------------- | --------------- | ---------------- | ----------------- | ------------- | ------------- | ------------- | ------------- | ------------- | ------------- |
| Jogos Olímpicos                                       |               |               |                   |                   |                   | 5.º             |                  |                   |               |               |               |               |               |               |
| Campeonato Mundial                                    |               |               | 6.º               | Medalha de bronze | Medalha de bronze | 5.º             | 4.º              |                   |               |               |               |               |               |               |
| Campeonato Norte-Americano                            |               |               | Medalha de ouro   |                   | Medalha de bronze |                 |                  |                   |               |               |               |               |               |               |
| Nacional                                              |               |               |                   |                   |                   |                 |                  |                   |               |               |               |               |               |               |
| Campeonato dos Estados Unidos                         |               |               | Medalha de peltre | Medalha de ouro   | Medalha de prata  | Medalha de ouro | Medalha de prata | Medalha de bronze |               |               |               |               |               |               |
| Camp. dos Estados Unidos – Júnior                     | 5.º           |               |                   |                   |                   |                 |                  |                   |               |               |               |               |               |               |
|                                                       |               |               |                   |                   |                   |                 |                  |                   |               |               |               |               |               |               |
| Legenda: Competição não foi disputada nesta temporada |               |               |                   |                   |                   |                 |                  |                   |               |               |               |               |               |               |